# Kassim Abdallah
Kassim Abdallah Mfoihaia (ur. 9 kwietnia 1987 w Marsylii) – komoryjski piłkarz pochodzenia francuskiego, grający na pozycji prawego lub środkowego obrońcy we francuskim klubie Marignane Gignac Côte Bleue FC oraz reprezentacji Komorów.

## Kariera klubowa
Swoją karierę piłkarską Abdallah rozpoczynał w amatorskich klubach AS Busserine i ASCJ Felix-Pyat. W 2007 roku został zawodnikiem US Marignane i grał w nim przez dwa sezony w czwartej lidze francuskiej. W 2009 roku przeszedł do drugoligowego CS Sedan. Zadebiutował w nim 15 października 2009 w wygranym 2:0 domowym meczu z Tours FC. Od czasu debiutu był podstawowym zawodnikiem Sedanu. Grał w nim do lata 2012 roku.
Latem 2012 Abdallah przeszedł do Olympique Marsylia. W Ligue 1 swój debiut zanotował 2 września 2012 w zwycięskim 3:1 domowym meczu ze Stade Rennais.
28 stycznia 2014 roku podpisał kontrakt z pierwszoligowym Evian TG.
| Sezon   | Klub               | Kraj    | Rozgrywki | Mecze | Bramki | Rozgrywki Europy   | Mecze | Bramki |
| ------- | ------------------ | ------- | --------- | ----- | ------ | ------------------ | ----- | ------ |
| 2007/08 | US Marignane       | Francja | CFA       | 20    | 0      | –                  | –     | –      |
| 2008/09 | US Marignane       | Francja | CFA       | 24    | 0      | –                  | –     | –      |
| 2009/10 | CS Sedan           | Francja | Ligue 2   | 23    | 0      | –                  | –     | –      |
| 2010/11 | CS Sedan           | Francja | Ligue 2   | 36    | 0      | –                  | –     | –      |
| 2011/12 | CS Sedan           | Francja | Ligue 2   | 30    | 1      | –                  | –     | –      |
| 2012/13 | CS Sedan           | Francja | Ligue 2   | 5     | 1      | –                  | –     | –      |
| 2012/13 | Olympique Marsylia | Francja | Ligue 1   | 13    | 0      | Liga Europy UEFA   | 4     | 0      |
| 2013/14 | Olympique Marsylia | Francja | Ligue 1   | 10    | 0      | Liga Mistrzów UEFA | 4     | 0      |
| 2013/14 | Evian TG           | Francja | Ligue 1   | 11    | 0      | –                  | –     | –      |
| 2014/15 | Evian TG           | Francja | Ligue 1   | 14    | 0      | –                  | –     | –      |

Stan na: 14 grudnia 2014 r.

## Kariera reprezentacyjna
W reprezentacji Komorów Abdallah zadebiutował 10 sierpnia 2007 w zremisowanym 1:1 meczu Pucharu Oceanu Indyjskiego 2007 z Reunionem. W debiucie zdobył gola.